# Budaszállás
Budaszállás (1899-ig Buda-Lehota, szlovákul: Budiná) község Szlovákiában, a Besztercebányai kerületben, a Losonci járásban.

## Fekvése
Losonctól 20 km-re, északnyugatra fekszik.

## Története
A falu a 14. században keletkezett, 1393-ban "Brtolehutaya" alakban említik először. 1467-ben "Budalehota" néven tűnik fel a forrásokban. A divényi váruradalom része volt. 1554 és 1594 között a török hódoltság része, a szécsényi szandzsákban. 1720-ban 15 adózó háztartása létezett. 1828-ban 84 házában 727 lakos élt, akik mezőgazdasággal, állattartással, teknővályással foglalkoztak.
Fényes Elek szerint "Buda-Lehota, tót falu, Nógrád vgyében, egy magas hegyen, Detva zólyommegyei helységgel határos, ut. p. Vámosfalva. Határa 3574 hold, mellyből urbéri beltelek 52, szántó 444, rét 111, lakosok kezein lévő irtványok szántóföld 508, rét 202, majorsági erdő 2058 hold. Földje könnyű, de igen köves, őszi gabona itt nem vettetik, hanem tavasz-buza, rozs, leginkább árpa, zab, burgonya, pohánka, kender és kevés len. A lakosok nyáron át sok juhot tartanak, s éjjel ezeket kosarakban hálatván, illy módon jól megjavitják ugarföldjeiket. Sok juhturó, s durva posztó készül itt. Lakja 569 kath., és 548 ágostai, az elsők a divényi, az evang. a polichnai anyaegyházhoz tartozván. Egyébiránt e falu illetőleg két helységet képez, egyik az emlitett hegyen levő, másik 1 órai távolságra a tanyatelep, 62 elszórt festői fekvésű tanyával. Az irtványokon találtató számos fris források egy patakot képeznek, melly egy malmot hajt, – de a hegyen fekvő helység is jó izű vizekkel bővelkedő kutakban nem szűkölködik. A falu felett emelkedik egy nagy Jesten nevű szarvcsillámos homokkőből álló kopasz hegy, mellynek tetejéről Gács vára, Losoncz, Divény, Nógrádnak és Gömörnek sőt Zólyomnak is számos falui, és pusztái is láthatók, mi leirhatlan szép kilátást enged. Birják a divényi uradalom, b. Orczy Józsefnő, Szentiványi család, Petrovay Farkas, Rakovszky, Csillom Antal, b. Prónay Ágnes, b. Kemény Dienes, gr. Eszterházy Ferencz, gr. Keglevich Gábor."
A trianoni békeszerződésig területe Nógrád vármegye Gácsi járásához tartozott.
1940-ben nagy tűzvész volt a községben, melyben 36 ház leégett. Lakói részt vettek a szlovák nemzeti felkelésben, támogatták a partizáncsoportokat. 1945. január 24-én a németek megszállták a falut és 19 embert, köztük 9 szovjet partizánt kivégeztek.

## Népessége
| Év:            | 1994. | 2004.    | 2014.    | 2024.    |
| -------------- | ----- | -------- | -------- | -------- |
| Emberek száma: | 390   | 303      | 254      | 198      |
| Eltérés:       |       | -22,30 % | -16,17 % | -22,04 % |

| Év:            | 2023. | 2024.   |
| -------------- | ----- | ------- |
| Emberek száma: | 196   | 198     |
| Eltérés:       |       | +1,02 % |

1880-ban 1144 lakosából 6 magyar és 1095 szlovák anyanyelvű volt.
1890-ben 1162 lakosából 3 magyar és 1151 szlovák anyanyelvű volt.
1900-ban 1352 lakosából 7 magyar és 1342 szlovák anyanyelvű volt.
1910-ben 1478 lakosából 16 magyar és 1462 szlovák anyanyelvű volt.
1921-ben 1410 lakosából 4 magyar és 1406 csehszlovák volt.
1930-ban 1413 lakosából 1 magyar és 1412 csehszlovák volt.
1970-ben 1009 lakosából 1008 szlovák volt.
1980-ban 780 lakosából 779 szlovák volt.
1991-ben 537 lakosából 1 magyar és 535 szlovák volt.
2001-ben 338 lakosából 1 magyar és 337 szlovák volt.
2011-ben 263 lakosából 256 szlovák volt.
2021-ben 207 lakosából 201 szlovák, 1 egyéb és 5 ismeretlen nemzetiségű volt.

## Nevezetességei
- Jézus Legszentebb Szíve tiszteletére szentelt római katolikus temploma 1809-ben épült.
- A II. világháború áldozatainak emlékműve 1961-ben készült.
- A szlovák nemzeti felkelés emléktáblája.